# 동헌

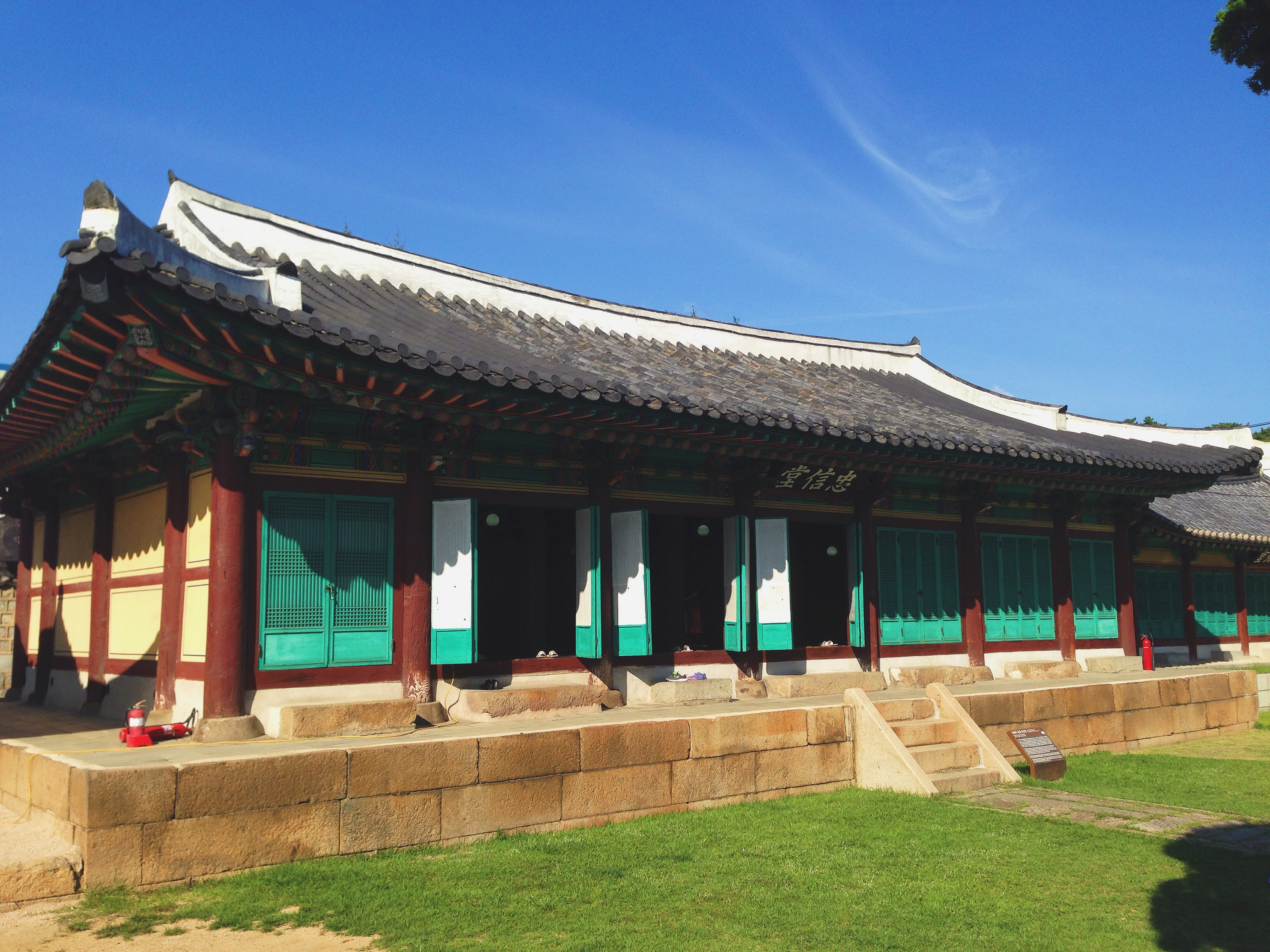
동래도호부 동헌 충신당

동헌(東軒)은 조선왕조 지방 관청의 중심 건물이다. 수령(守令), 즉 사또[使道]라고 불리던 부사, 목사, 군수, 현령, 현감 등의 지방관이 직무를 보는 관청 건물로서, 오늘날의 시 청사, 군 청사 본관에 대응한다. 생활 공간이었던 내아(內衙)의 동쪽에 위치하였다고 해서 동헌이라고 하였고, 별도의 건물 명칭(당호)을 가지고 있는 경우가 많았다. 또 기록에 따라서는 지방 군영(軍營)의 중심 건물인 진헌(鎭軒)과 찰방의 소재지인 역(驛)의 중심 건물도 동헌이라 호칭하였다.

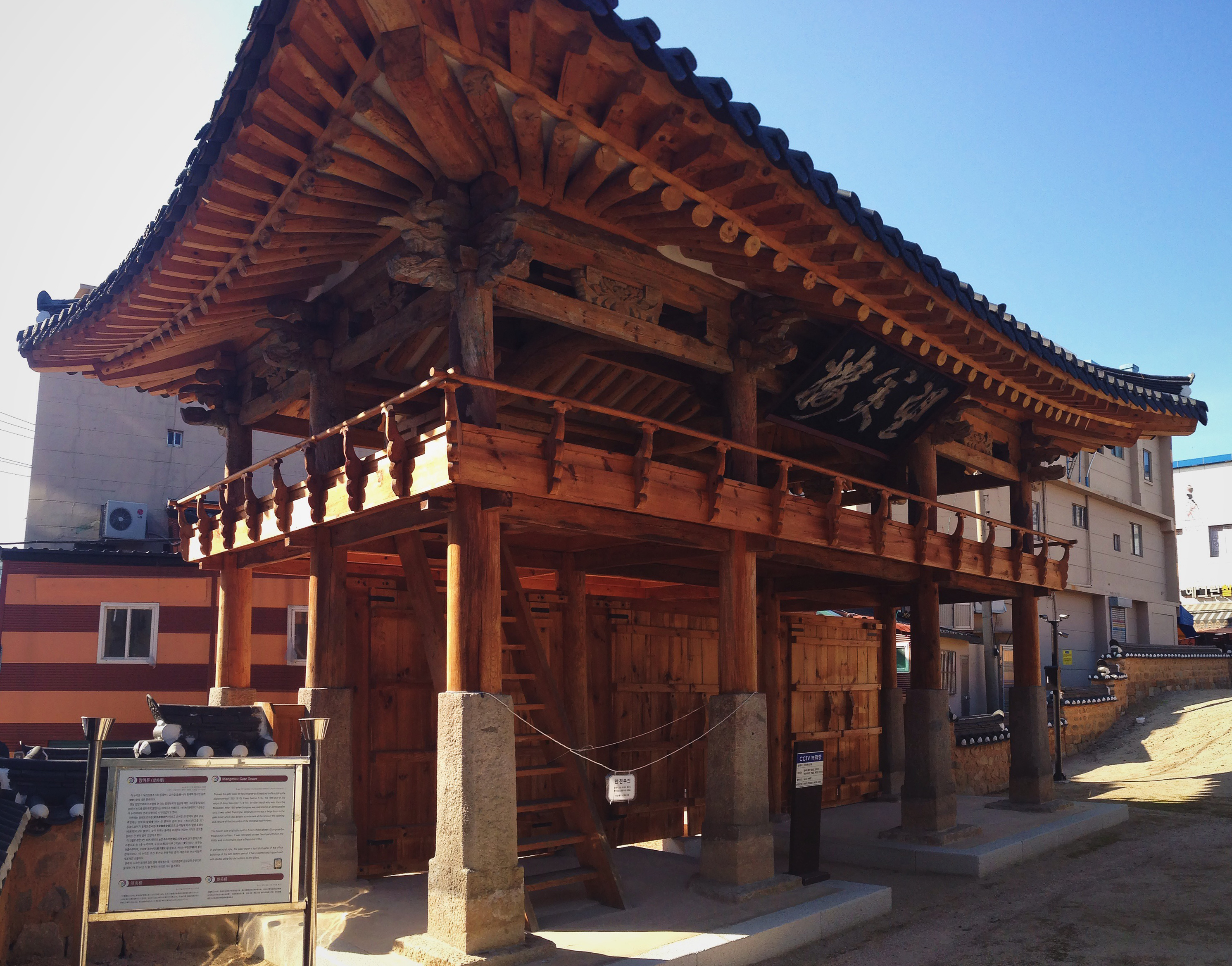
동래도호부 외삼문 망미루

## 건물 구조
- 동헌 대청(大廳) : 동헌의 중심 건물 (지방 수령이 직무를 보던 공간)
- 동헌 내삼문(內三門, 내문), 중삼문(中三門, 중문) : 동헌 정문에서 동헌 대청으로 이어지는 경로에 있는 문[3]
- 동헌 외삼문(外三門) : 동헌의 정문[4]

## 건물 목록
현재 존재하는 대표적인 동헌 건물은 아래와 같다. 건물 소재지의 행정구역 단위는 조선시대 명칭 기준이다.
- 경기도 강화유수부 동헌 명위헌(明威軒) : 인천광역시의 유형문화재 제25호
- 충청도 홍주목 동헌 안회당(安懷堂) : 사적 제231호
- 충청도 청주목 동헌 청녕각(淸寧閣) : 충청북도 유형문화재 제109호
- 충청도 청풍도호부 동헌 금병헌(錦屛軒) : 충청북도 유형문화재 제34호
- 충청도 온양군 동헌 : 충청남도 유형문화재 제16호
- 충청도 직산현 동헌 : 충청남도 유형문화재 제42호
- 충청도 남포현 동헌 : 충청남도 유형문화재 제65호
- 충청도 보은군 동헌 : 충청남도 유형문화재 제115호
- 충청도 홍산현 동헌 제금당(製錦堂) : 충청남도 유형문화재 제141호
- 충청도 결성현 동헌 : 충청남도 유형문화재 제306호
- 충청도 대흥현 동헌 금병헌(錦屛軒) : 충청남도 유형문화재 제174호
- 경상도 동래도호부 동헌 충신당(忠信堂) : 부산광역시 유형문화재 제1호
- 경상도 경주부 동헌 일승각(一勝閣)[5]
- 경상도 울산도호부 동헌 일학헌(一鶴軒) : 울산광역시 유형문화재 제1호
- 경상도 청도군 동헌 : 경상북도 문화재자료 제403호
- 경상도 거창도호부 동헌 거창 낙영재 : 경산남도 문화재자로 제625호
- 경상도 자인현 동헌[6]
- 전라도 김제군 동헌 사칠헌(事七軒) : 전라북도 유형문화재 제60호
- 전라도 무장현 동헌 : 전라북도 유형문화재 제35호
- 전라도 태인현 동헌 청녕헌(淸寧軒) : 전라북도 유형문화재 제75호
- 전라도 흥덕현 동헌 : 전라북도 유형문화재 제77호
- 전라도 여산부 동헌 : 전라북도 유형문화재 제93호
- 전라도 고흥현 동헌 존심당(存心堂) : 전라남도 유형문화제 제53호
- 전라도 (제주도) 정의현 동헌 일관헌(日觀軒) : 국가민속문화재 제188호
- 강원도 강릉대도호부 동헌 칠사당(七事堂) : 보물 제2156호

## 같이 보기
- 관아
- 객사
- 선화당